# Hospital Dr. Mauricio Heyermann Torres
El Hospital Dr. Mauricio Heyermann Torres o simplemente Hospital de Angol es un hospital de alta complejidad en la Provincia de Malleco, Región de la Araucanía, es el segundo por capacidad de camas tras el Regional de Temuco y el mayor de su provincia. Por esta razón y por la cantidad de especialidades médicas que dispone, es que es el principal centro de salud donde llegan los pacientes para interconsultas a nivel provincial. 
Se normalizo, tras los severos daños provocados por el terremoto de 2010, y la construcción de un nuevo hospital  comenzó a fines del año 2016 durante el Gobierno de Michelle Bachelet.

## Historia
El médico radicado en la comuna, Mauricio Heyermann Torres, a quien
debe el nombre el Hospital de Angol, es
respetado y admirado hasta la fecha por ser uno de los profesionales de la
salud más generosos y con sentido de
vocación que se conocieran en Malleco. En un período en el cual la salud estaba aún lejos del acceso masivo, son
numerosas las historias donde se relata que él no sólo brindaba las
prestaciones que gente de escasos
recursos requería a domicilio totalmente gratis, sino que, además, les
proporcionaba los medicamentos
correspondientes con sus propios medios. En términos institucionales, el Hospital
de Angol surge a fines del siglo XIX,
cuando el empresario de la zona José Bunster donó una de sus propiedades para este fin. Desde el año 1883
exactamente, se instalan en él las
monjas de la Inmaculada Concepción y comienza a funcionar como Centro de Salud. Su primer médico fue Don
Eufrasio Pérez.
En el año 1910 se construye el primer
pabellón quirúrgico con un aporte
estatal de 20 mil pesos, obra que fue entregada al uso público en 1912. En 1913, se habilita la primera Maternidad
con 10 camas. En 1917 se crea el
primer Pensionado. En 1918 se instala la Lavandería y en 1922 se fundan dos salas de Pediatría con 10 camas para
niños e igual cantidad para niñas.
En el año 1944 se moderniza el Pabellón de Cirugía con una sala de
operaciones, sala de yeso, sala de
lavado y vestuario para los médicos. Ese mismo año, se amplía la Maternidad a 20 camas.
El edificio del Hospital de Angol, de 5
pisos ubicado en calle Jarpa, en el que
funciona la entidad hasta la fecha, se
inauguró en abril del año 1971. divididos en dos torres. Este inmueble sufrió severos daños con el terremoto del 27 de febrero de 2010, no estructurales, lo que permitió su reparación durante el
año 2011 para volver a ser utilizado de
forma provisoria desde enero de 2012, mientras se avanza en el proceso que
permitirá contar con un nuevo Centro
de Salud para Angol. Éste será más
moderno y acorde con la demanda hospitalaria de la zona, ofreciendo
mayor número de especialidades, de
camas de hospitalización, de recurso
humano y el triple de metros
cuadrados, entre otros adelantos.